# Liste der Biografien/Sched
Liste der Biografien |
Portal Biografien |
Personensuche
# |
A |
B |
C |
D |
E |
F |
G |
H |
I |
J |
K |
L |
M |
N |
O |
P |
Q |
R |
S |
T |
U |
V |
W |
X |
Y |
Z |
?
 
Sa |
Sb |
Sc |
Sd |
Se |
Sf |
Sg |
Sh |
Si |
Sj |
Sk |
Sl |
Sm |
Sn |
So |
Sp |
Sq |
Sr |
Ss |
St |
Su |
Sv |
Sw |
Sy |
Sz
 
Sca–Sce |
Sch |
Sci–Scz
 
Scha |
Schc |
Schd |
Sche |
Schg |
Schi |
Schj |
Schk |
Schl |
Schm |
Schn |
Scho |
Schp |
Schr |
Schs |
Scht |
Schu |
Schv |
Schw |
Schy
 
Scheb |
Schec |
Sched |
Schee |
Schef |
Scheg |
Scheh |
Schei |
Schej |
Schek |
Schel |
Schem |
Schen |
Schep |
Scher |
Sches |
Schet |
Scheu |
Schev |
Schew |
Schex |
Schey
Die Liste der Biografien führt alle Personen auf, die in der deutschsprachigen Wikipedia einen Artikel haben. Dieses ist eine Teilliste mit 65 Einträgen von Personen, deren Namen mit den Buchstaben „Sched“ beginnt.

## Sched

### Scheda
- Scheda, Joseph von (1815–1888), österreichischer Kartograf
- Scheday, Michaela (1953–2004), österreichische Theaterschauspielerin und -regisseurin

### Schede
- Schede, Franz (1882–1976), deutscher Orthopäde, orthopädischer Chirurg und Hochschullehrer
- Schede, Hermann (1879–1943), deutscher Banker und Politiker
- Schede, Klaus Werner (1914–1939), deutscher Klassischer Archäologe
- Schede, Ludwig (1879–1941), deutscher Verwaltungsjurist in Preußen
- Schede, Martin (1883–1947), deutscher Klassischer Archäologe
- Schede, Max (1844–1902), deutscher Chirurg
- Schede, Melchior Heinrich (1632–1675), kursächsischer Hof- und Justitienrat sowie Rittergutsbesitzer
- Schede, Wolfgang Martin (1898–1975), deutscher Schriftsteller, Choreograf und Fotograf
- Schedeen, Anne (* 1949), US-amerikanische SchauspielerinAnne Schedeen (* 1949)

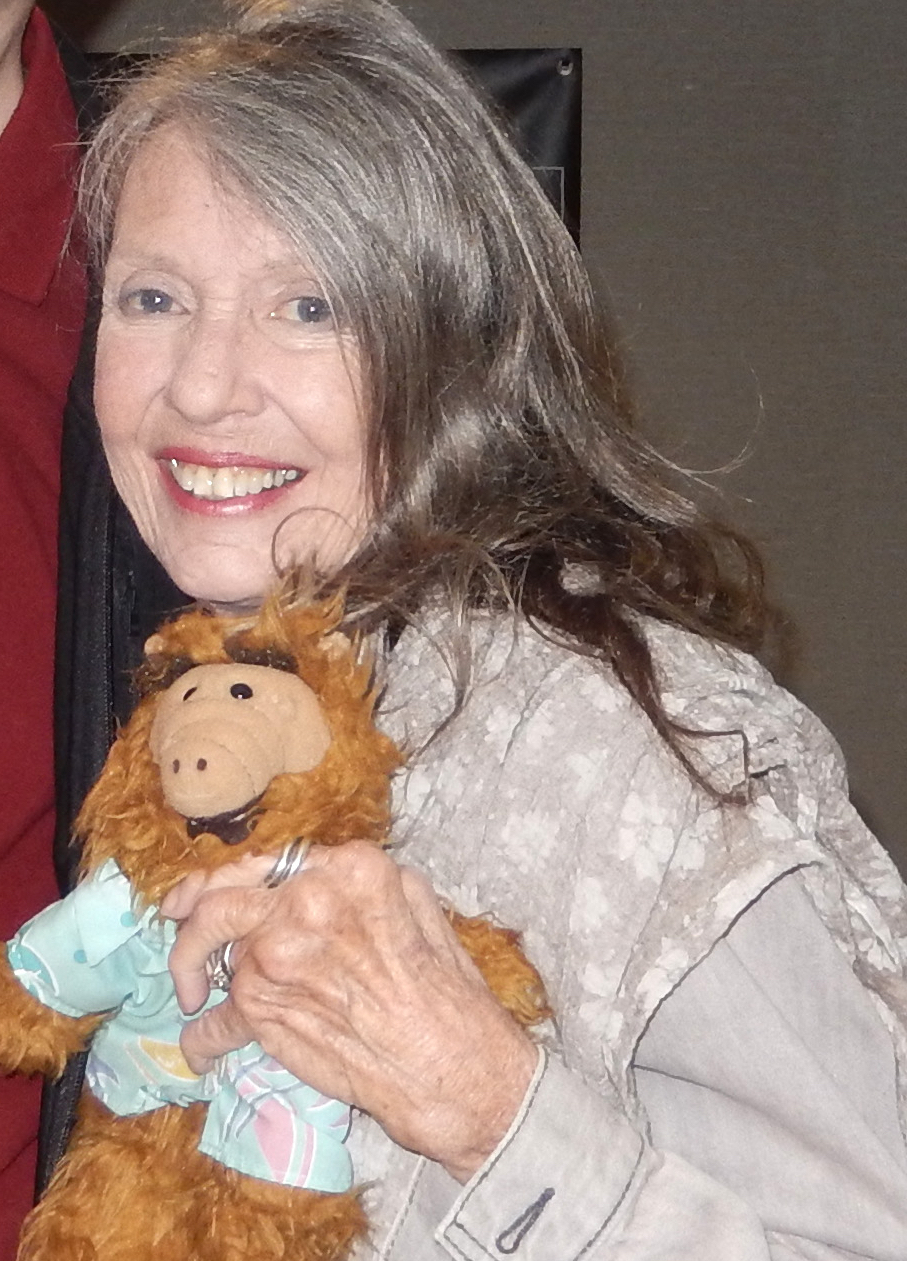
Anne Schedeen (* 1949)

- Schedel, Aloys (1766–1827), königlich-bayerischer Forstmeister, Naturforscher und Naturaliensammler
- Schedel, Franz (1915–1996), deutscher Chirurg und Klinikdirektor
- Schedel, Hartmann (1440–1514), deutscher Historiker
- Schedel, Margaret (* 1974), US-amerikanische Komponistin, Cellistin und Musikpädagogin
- Schedelberger, Raimund (1696–1753), österreichischer Zisterzienserabt
- Schedelich, Caspar von († 1570), Domherr in Münster
- Schedelich, Serries von († 1604), Domherr in Münster
- Scheder, Franz (* 1948), deutscher Musikhistoriker
- Scheder, Georg (1853–1938), deutscher Marineoffizier
- Scheder, Sophie (* 1997), deutsche KunstturnerinSophie Scheder (* 1997)

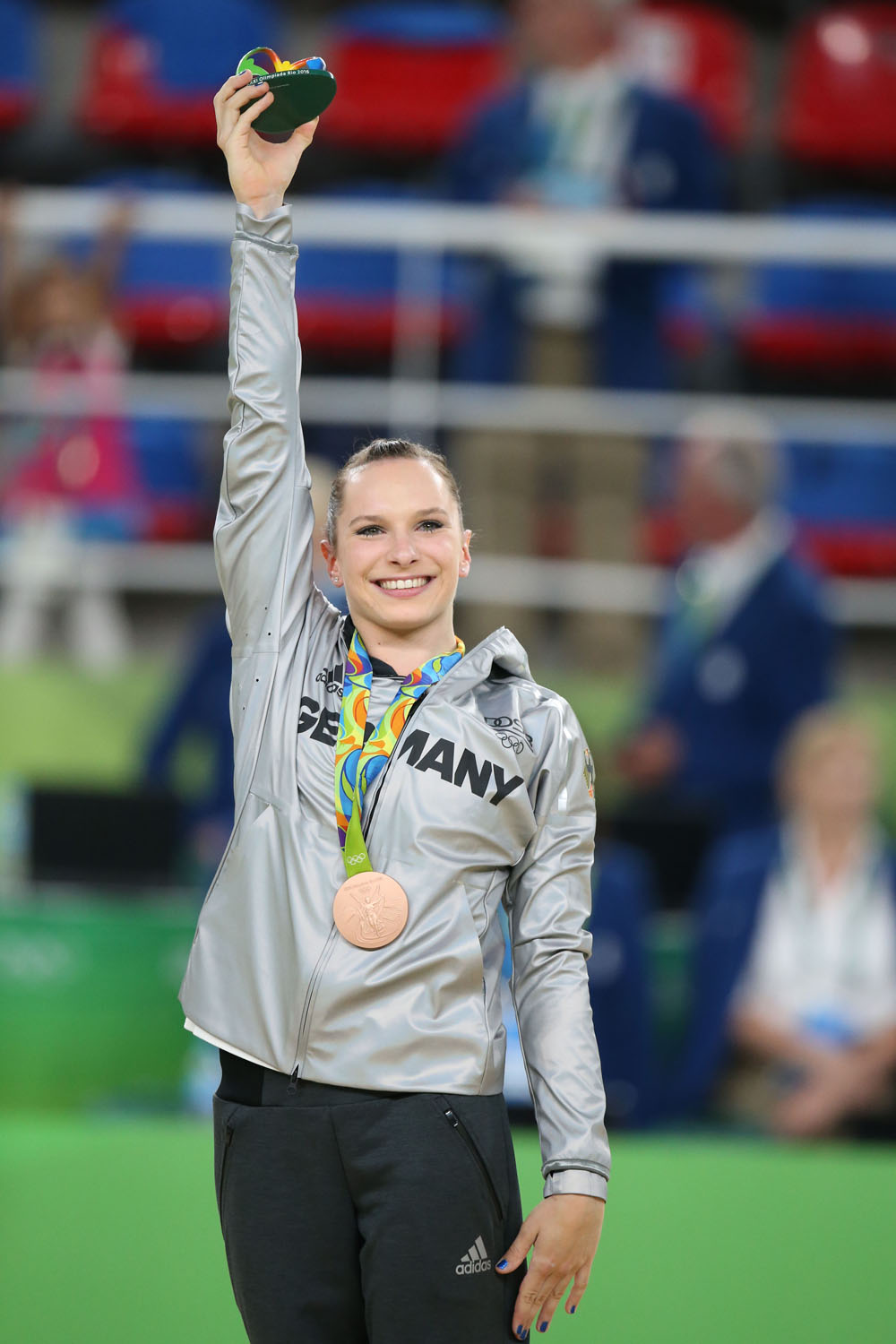
Sophie Scheder (* 1997)

- Scheder-Bieschin, Felix (1899–1940), deutscher Wirtschaftsmanager, Seeoffizier und Regattasegler
- Scheder-Bieschin, Felix (1929–2024), deutscher Unternehmer und Hochseesegler

### Schedi
- Scheding, Paul (* 1983), deutscher Klassischer Archäologe
- Schedius, Johann Ludwig von (1768–1847), deutsch-ungarischer Philologe, Lehrer und Geograph
- Schediwie, Thomas (* 1954), deutscher Radsporttrainer
- Schediwy, Franz senior (1851–1933), deutscher Blasinstrumentenhersteller
- Schediwy, Fritz (1943–2011), deutscher Schauspieler und Theaterregisseur
- Schediwy, Herbert (1915–1986), deutscher Politiker (CDU)
- Schediwy, Josef (1876–1915), österreichischer Fußballspieler
- Schediwy, Robert (* 1947), österreichischer Sozialwissenschaftler und Kulturpublizist

### Schedl
- Schedl, Albert (1936–2009), deutscher Politiker (CSU), MdB
- Schedl, Barbara (* 1964), österreichische Kunsthistorikerin und Dozentin
- Schedl, Charlotte E. (1923–2012), österreichische Zoologin und Holzschutzforscherin
- Schedl, Claus (1914–1986), österreichischer römisch-katholischer Theologe und Ordenspriester der Kongregation des Heiligsten Erlösers
- Schedl, Franz (1901–1982), österreichischer Politiker, Landtagsabgeordneter im Burgenland
- Schedl, Fritz (* 1902), österreichischer Sprinter
- Schedl, Gerhard (1957–2000), österreichischer Komponist
- Schedl, Johannes (* 1980), deutsch-österreichischer Schauspieler
- Schedl, Karl E. (1898–1979), österreichischer Zoologe und Forstwissenschaftler
- Schedl, Klaus (* 1966), deutscher Komponist
- Schedl, Otto (1912–1995), deutscher Landespolitiker (CSU), MdL
- Schedl, Wolfgang (* 1935), österreichischer Zoologe
- Schedlbauer, Ferdinand (1869–1952), deutscher Landwirt, Brauereibesitzer, Bürgermeister und Politiker (Zentrum), MdR
- Schedlbauer, Georg (* 1963), deutscher Maler, Grafiker und Musiker (Komponist)
- Schedlbauer, Gerhard (* 1978), österreichischer Squashspieler
- Schedlberger, Gernot (* 1976), österreichischer Pianist und Komponist
- Schedler, Clemens Theobert (* 1962), österreichischer Grafikdesigner, Typograf und Buchgestalter
- Schedler, Fritz (1889–1937), Schweizer Komponist
- Schedler, Jacques (1927–1989), Schweizer Maler, Zeichner und Grafiker
- Schedler, Kuno (* 1961), Schweizer Betriebswirt
- Schedler, Melchior (* 1936), deutscher Hörspielautor, Theaterschriftsteller und Maler
- Schedler, Robert (1866–1930), Schweizer Schriftsteller
- Schedler, Uta (* 1956), deutsche Kunsthistorikerin
- Schedlich, Bosiljka (* 1948), deutsch-kroatische Menschenrechtsaktivistin
- Schedlich, David (1607–1687), deutscher Komponist
- Schedlich, Jacob (1591–1669), deutscher Orgelbauer
- Schedlich, Klara (* 2000), deutsche Politikerin (Bündnis 90/Die Grünen)Klara Schedlich (* 2000)

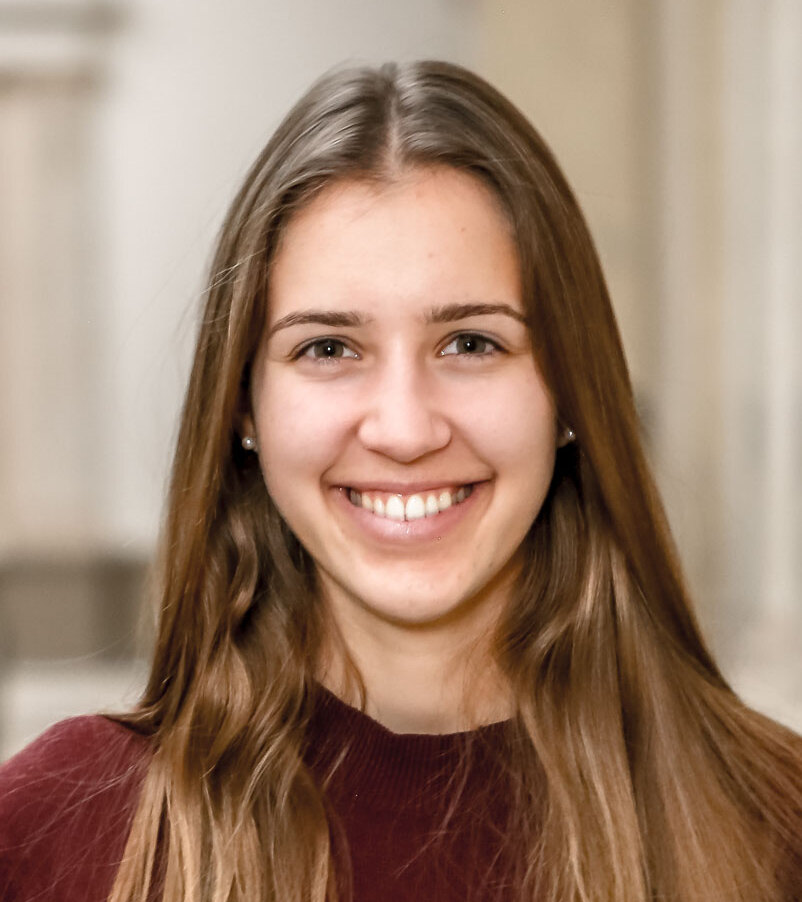
Klara Schedlich (* 2000)

- Schedlinski, Rainer (1956–2019), deutscher Lyriker und Essayist
- Schedlmayer, Christian (1959–2017), österreichischer Komponist
- Schedlmayer, Nina (* 1976), österreichische Kulturjournalistin und Kunsthistorikerin
- Schedlowski, Manfred (* 1957), deutscher Psychologe

### Schedo
- Schedoni, Bartolomeo (1578–1615), italienischer Maler

### Schedw
- Schedwill, Herbert (1927–2015), deutscher Ingenieur
- Schedwill, Sybille J. (* 1963), deutsche Schauspielerin